# Salem Al Fakir
Salem Al Fakir (Stoccolma, 27 ottobre 1981) è un cantautore, polistrumentista e compositore svedese di origini siriane.

## Biografia
Primo di quattro figli, Salem Al Fakir è nato da madre svedese e padre siriano. Ha studiato alla Södra Latin School, dove ha imparato a suonare violino e piano. Ha iniziato a suonare professionalmente già dall'età di 12 anni, girando la Russia in concerto suonando il violino.
Nel 2007 ha pubblicato per la EMI il suo primo album, This Is Who I Am, conquistando anche la prima posizione delle classifiche svedesi e ottenendo dopo poche settimane il disco d'oro per le oltre 20 000 copie vendute. Sono seguiti Astronaut (2009) e Ignore This (2010), anch'esso di notevole successo. Nel 2012 e nel 2013 ha collaborato con Avicii ai singoli Silhouettes e You Make Me.

## Discografia

### Album in studio
| Anno | Titolo           | Classifica (SVE) |
| ---- | ---------------- | ---------------- |
| 2007 | This Is Who I Am | 1                |
| 2009 | Astronaut        | 7                |
| 2010 | Ignore This      | 1                |

### Singoli
| Anno | Titolo                                    | Classifica (SVE) |
| ---- | ----------------------------------------- | ---------------- |
| 2006 | Dream Girl                                | 25               |
| 2006 | Good Song                                 | 36               |
| 2008 | It's True                                 | 42               |
| 2008 | This Is Who I Am                          | 43               |
| 2008 | It's Only You, Part II                    | 41               |
| 2010 | Keep on Walking                           | 3                |
| 2010 | 4 O'clock                                 | 49               |
| 2010 | Split My Personality                      | –                |
| 2011 | I'm So Happy (feat. Josephine Bornebusch) | –                |

### Collaborazioni
- 2012 - Silhouettes (Avicii feat. Salem Al Fakir)
- 2013 - You Make Me (Avicii feat. Salem Al Fakir)
- 2017 - Friend of mine (Avicii Feat. Vargas and Lagola)